# Балахонка (река)
Балахонка — река в России, протекает по Кемеровскому району Кемеровской области. Устье реки находится в 247 км от устья по правому берегу реки Томи, в деревне Старая Балахонка. Длина реки составляет 23 км. Недалеко расположена деревня Новая Балахонка

## Бассейн
- Малая Моховая
- Большая Моховая
- Барановка
  - Бобровка
  - Берёзовка
  - Малая Барановка
- Глухая
  - Солонечная

## Данные водного реестра
По данным государственного водного реестра России относится к Верхнеобскому бассейновому округу, водохозяйственный участок реки — Томь от города Кемерово и до устья, речной подбассейн реки — Томь. Речной бассейн реки — (Верхняя) Обь до впадения Иртыша.

## Интересные факты
В 1914 экспедиция профессора Л. И. Лутугина обнаружила в устье реки Балахонки богатые залежи угля. В честь этого события была названа Балахонская свита.